# The Bold Bank Robbery
The Bold Bank Robbery je americký němý film z roku 1904. Režisérem a kameramanem je Jack Frawley, zaměstnanec společnosti Lubin Manufacturing Company. Film trvá zhruba 7 minut a premiéru měl 30. července 1904.
Film vznikl po komerčně úspěšném snímku Velká železniční loupež, kterému měl být podobný. Kopie filmu, která je nyní volným dílem, je uložena v Knihovně Kongresu.

## Děj
Film zachycuje gang zločinců, jak provádí loupež banky ve Filadelfii. Všichni tři lupiči jsou nakonec chyceni policií a skončí jako kriminálníci ve vězení.